# Guidimouni
Guidimouni es una comuna rural de Níger perteneciente al departamento de Damagaram Takaya en la región de Zinder. En 2012 tenía una población de 69 587 habitantes, de los cuales 34 369 eran hombres y 35 218 eran mujeres.
Según la tradición local, el pueblo fue fundado en el siglo X por los kanuris de Bornu. Desde principios de siglo XX, los colonos franceses establecieron aquí un cantón. Actualmente sigue siendo una localidad habitada principalmente por kanuris, quienes tienen aquí una economía agropastoral.
La localidad se ubica unos 50 km al este de Zinder, sobre la carretera RN1 que lleva a Diffa. Junto al pueblo hay un lago del entorno lacustre del Mare de Lassouri, uno de los pocos sitios Ramsar del país.